# Braço Sul do Rio Itaúnas
Braço Sul do Rio Itaúnas är ett vattendrag i Brasilien.   Det ligger i delstaten Espírito Santo, i den sydöstra delen av landet, 900 km öster om huvudstaden Brasília.
Omgivningarna runt Braço Sul do Rio Itaúnas är huvudsakligen savann. Runt Braço Sul do Rio Itaúnas är det glesbefolkat, med 8 invånare per kvadratkilometer.